# Список умерших в 1116 году

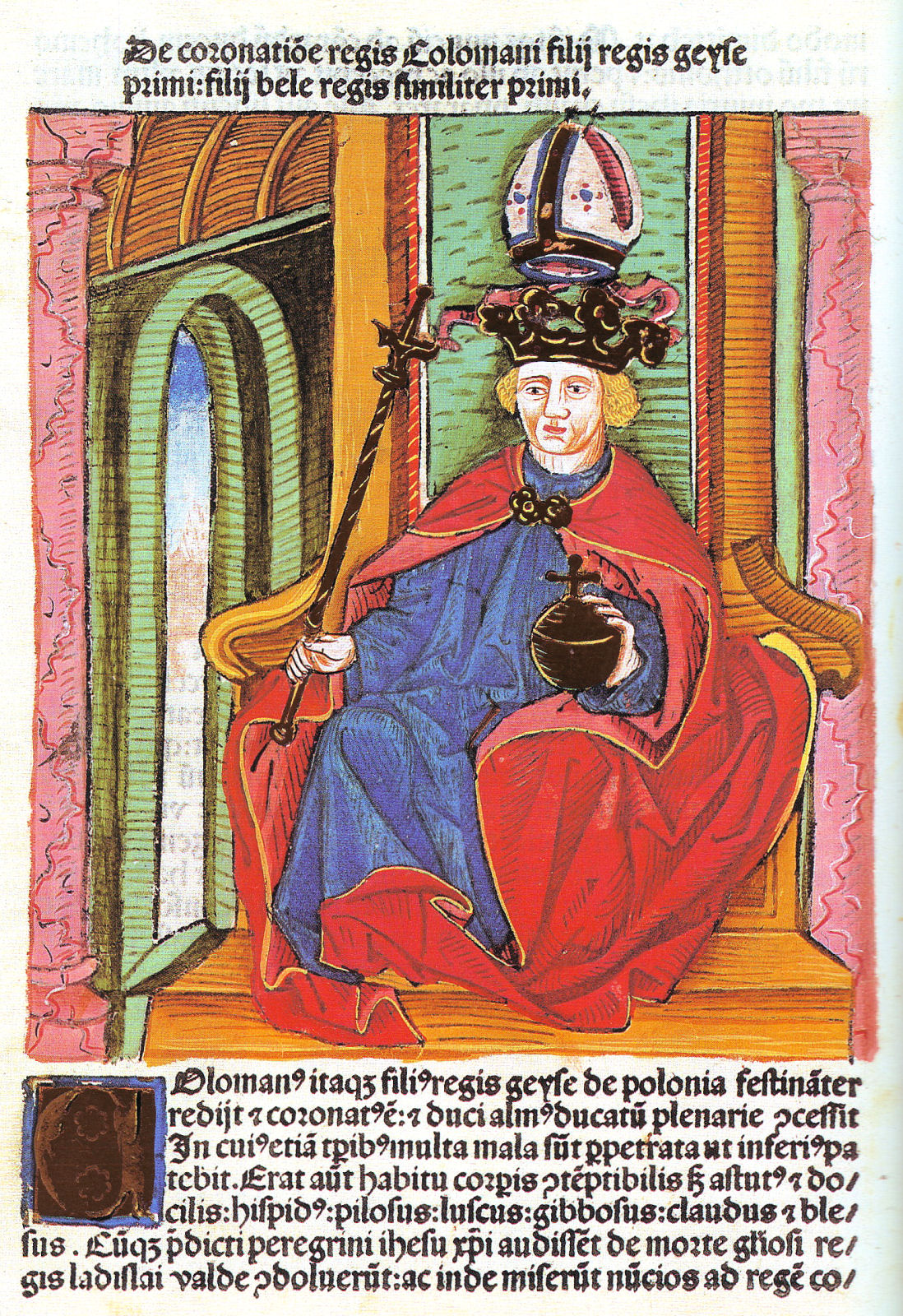
Кальман I Книжник

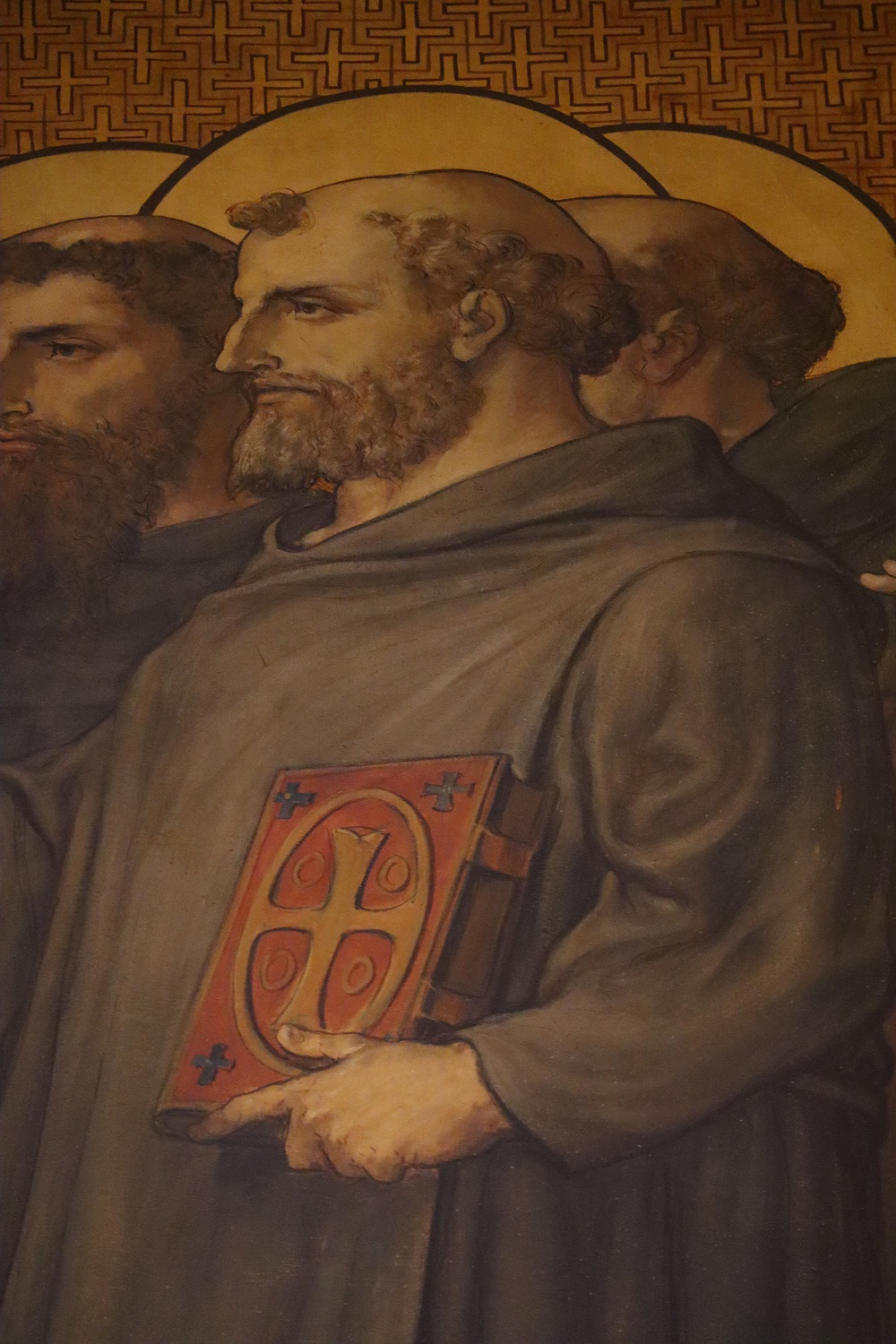
Роберт Арбриссельский

В этой статье представлен список известных людей, умерших в 1116 году.
См. также: Категория:Умершие в 1116 году

## Январь
- 12 января — Альберто — кардинал-священник церкви Санта-Сабина c 1090 года, архиепископ Сипонто с 1100 года

## Февраль
- 3 февраля — Кальман I Книжник — король Венгрии (1095—1116), первый венгерский король, ставший королём Хорватии с 1102 года
- 23 февраля — Гальон — католический церковный деятель.

## Май
- 31 мая — Мария Шотландская (34) — младшая дочь короля Шотландии Малькольма III и Маргариты Шотландской, жена Евстахия III, графа Булони и Ланса.

## Июнь
- 20 июня — Мина Полоцкий — епископ Полоцкий, православный святой, святитель.

## Дата неизвестна или требует уточнения
- Ангерран I де Куси — граф Амьена (с 1085), сеньор Бова, Куси, Марля и Ла-Фера.
- Музаффар аль-Асфизари — математик и механик государства Сельджуков, ученик Омара Хайяма.
- Бурсук бен Бурсук — туркменский эмир на службе у сельджукского султана Баркиярука, а затем Мухаммеда Тапара.
- Джавали Сакава — один из эмиров сельджукского султана Мухаммада Тапара и атабек его сына Чагры.
- Химена Диас — супруга Эль Сида, наследница своего мужа в Валенсии, которой правила в 1099—1102 годах.
- Лев Остийский — Кардинал-епископ Остии (1101—1116)
- Малик-шах — султан Рума (1107—1116). Убит
- Одоберт III — граф Перигора.
- Оуайн ап Кадуган — король Поуиса (1111—1116). Убит
- Роберт Арбриссельский[англ.] — странствующий проповедник, основатель аббатства Фонтевро[1].
- Рамиро Санчес[англ.] — сеньор Монсона, отец короля Наварры Гарсия IV
- Ту дао Хан[англ.] — вьетнамский монах, герой фольклора
- Уго II[англ.] граф Ампурьяс (1078—1116)
- Ульвхедин сын Гуннара Мудрого[исп.] — исландский законоговоритель (1108—1116)
- Шахандухт II — царица Сюникского царства, соправительница царя Сенекерима.
- Ширзад ибн Масуд — султан Газневидского султаната (1115—1116).
- Яхья ибн Тамим — зиридский правитель Ифрикии (1108—1116).